# Garbage
Garbage je skotsko-americká rocková skupina, založená roku 1994 v americkém městě Madison. Kapelu tvoří skotská zpěvačka Shirley Manson a američtí hudebníci Duke Erikson, Steve Marker a Butch Vig. Za dobu svého působení prodali po celém světě více než 16 mil. desek.

## Historie
Krátce po založení skupiny přišlo velmi plodné období plné úspěšných singlů („Stupid Girl“, „Milk“) zahrnující i debutové album Garbage. Deska nečekaně prorazila hned ve třech státech (USA, Vel. Británie, Austrálie), prodalo se jí více než 4 mil. kopií. Garbage zazářili i na MTV Europe Music Awards 1996, kde vyhráli kategorii objev roku (Breakthrough Artist award).
Následující studiové album Version 2.0, na kterém pracovali dva roky byl nominován na cenu Grammy a to hned ve dvou kategoriích - Nejlepší album a Nejlepší rockové album. Prodeje dosáhly stejné výše jako u debutu. Na konci roku 1999 složili titulní píseň k bondovce Jeden svět nestačí.
Ačkoliv desku Beautiful Garbage zařadil magazín Rolling Stone mezi 10 nejlepších počinů roku 2001, vzhledem k předchozím albům se jednalo o komerční „propadák“. Na konci koncertní šňůry k desce Bleed Like Me ohlásili dočasný rozchod. V roce 2007 vydali kolekci největších hitů s názvem Absolute Garbage.
Po pěti letech se vracejí a vydávají novou desku Not Yor Kind of People, která obsahuje singly: „Blood for poppies“ , „Battle in Me“ , „Big Bright World“ a „Control“. CD vyšlo také v deluxe edici, ta obsahuje 15 skladeb. Japonská deluxe edice má ještě jednu skladbu navíc. K dostání je také i dvojitý vinyl s přibaleným deluxe CD. Deska měla pozitivní recenze, celkové hodnocení (průměr z 28 recenzí na Metacritic.com) ale zůstalo na 63/100.
V červnu roku 2016 skupina vydala další CD, nazvané Strange Little Birds. Desku nahrála jejich vlastní firma Stunvolume a album je popsané jako „rozsáhlý filmový soundtrack s temnou atmosférou“. Celkově jde jejich o druhou nezávislou nahrávku. Recenze kritiků jsou ještě lepší než minule, průměr vychází na 75/100.

## Diskografie

### Studiová alba a kompilace
| Rok  | Album                                                                        | Umístění | Umístění | Umístění | Umístění | Umístění | Umístění | Umístění | Umístění | Umístění | Umístění | Prodej                    |
| Rok  | Album                                                                        | USA      | AUS      | RAK      | BEL      | KAN      | FIN      | FRA      | NZ       | NOR      | UK       |                           |
| ---- | ---------------------------------------------------------------------------- | -------- | -------- | -------- | -------- | -------- | -------- | -------- | -------- | -------- | -------- | ------------------------- |
| 1995 | Garbage - 1. studiové album - Vydáno: 7. srpna 1995                          | 20       | 4        | -        | 34       | 61       | 23       | 16       | 1        | 30       | 6        | Celosvětově: 5 milionů+   |
| 1996 | Garbage Video - Video - Vydáno: 26. listopadu 1996                           | 10       | -        | -        | -        | -        | -        | -        | -        | -        | -        | neuvedeno                 |
| 1998 | Version 2.0 - 2. studiové album - Vydáno: 11. května 1998                    | 13       | 5        | 4        | 3        | 2        | 6        | 1        | 1        | 4        | 1        | Celosvětově: 5 milionů+   |
| 2001 | Beautiful Garbage - 3. studiové album - Vydáno: 1. října 2001                | 13       | 1        | 9        | 9        | 6        | 4        | 3        | 2        | 7        | 6        | Celosvětově: 2,5 milionů+ |
| 2002 | Special Collection - EP (remixy, rarity, live verze) - Vydáno: 6. února 2002 | -        | -        | -        | -        | -        | -        | -        | -        | -        | -        | neuvedeno                 |
| 2005 | Bleed Like Me - 4. studiové album - Vydáno: 11. dubna 2005                   | 4        | 4        | 17       | 12       | 9        | 18       | 6        | 25       | 26       | 4        | Celosvětově: 2 miliony+   |
| 2007 | Absolute Garbage - Kompilace - Vydáno: 23. července 2007                     | 68       | 18       | -        | 38       | -        | -        | -        | -        | -        | -        | neuvedeno                 |
| 2012 | Not Your Kind of People - 5. studiové album - Vydáno: 11. května 2012        | 13       | 8        | -        | 39       | 17       | 15       | 15       | 32       | -        | 10       | neuvedeno                 |
| 2016 | Strange Little Birds - 6. studiové album - Vydáno: 10. června 2016           | 4        | 9        | 17       | -        | 69       | -        | 23       | -        | -        | 17       | neuvedeno                 |
| 2021 | No Gods No Masters - 7. studiové album                                       |          |          |          |          |          |          |          |          |          |          |                           |

### Singly
| „Vow“        | Garbage                          | 138                             | 97                     | 32 |     |    |                            |    |    |   |
| 1995         | Garbage                          | „Subhuman“                      | nevyšel na žádném albu | 50 | -   | -  | „Only Happy When It Rains“ | 29 | 55 | - |
| 1995         | Garbage                          | „Queer“                         | 13                     | -  | -   |    |                            |    |    |   |
| 1995         | Garbage                          | 1996                            | „Stupid Girl“          | 4  | 24  | 47 |                            |    |    |   |
| 1995         | Garbage                          | 1996                            | „Milk“                 | 10 | 106 | 44 |                            |    |    |   |
| „Supervixen“ | Garbage                          | 1996                            | -                      | -  | -   |    |                            |    |    |   |
| „#1 Crush“   | Romeo a Julie (soundtrack)       | 1996                            | -                      | -  | -   |    |                            |    |    |   |
| 1998         | „Push It“                        | Version 2.0                     | 9                      | 52 | 31  |    |                            |    |    |   |
| 1998         | „I Think I'm Paranoid“           | Version 2.0                     | 9                      | -  | -   |    |                            |    |    |   |
| 1998         | „Special“                        | Version 2.0                     | 15                     | 52 | -   |    |                            |    |    |   |
| 1999         | „The Trick Is to Keep Breathing“ | Version 2.0                     | -                      | -  | -   |    |                            |    |    |   |
| 1999         | „When I Grow Up“                 | Version 2.0                     | 9                      | -  | 22  |    |                            |    |    |   |
| 1999         | „You Look So Fine“               | Version 2.0                     | 19                     | -  | -   |    |                            |    |    |   |
| 1999         | „Temptation Waits“               | Version 2.0                     | -                      | -  | -   |    |                            |    |    |   |
| 1999         | „The World Is Not Enough“        | Jeden svět nestačí (soundtrack) | 11                     | -  | -   |    |                            |    |    |   |
| 2001         | „Androgyny“                      | Beautiful Garbage               | 24                     | -  | 21  |    |                            |    |    |   |
| 2002         | „Cherry Lips (Go Baby Go!)“      | Beautiful Garbage               | 22                     | -  | 7   |    |                            |    |    |   |
| 2002         | „Breaking Up the Girl“           | Beautiful Garbage               | 27                     | -  | 19  |    |                            |    |    |   |
| 2002         | „Shut Your Mouth“                | Beautiful Garbage               | 20                     | -  | -   |    |                            |    |    |   |
| 2005         | „Why Do You Love Me“             | Bleed Like Me                   | 7                      | 94 | 19  |    |                            |    |    |   |
| 2005         | „Bleed Like Me“                  | Bleed Like Me                   | -                      | -  | -   |    |                            |    |    |   |
| 2005         | „Sex Is Not the Enemy“           | Bleed Like Me                   | 24                     | -  | -   |    |                            |    |    |   |
| 2005         | „Run Baby Run“                   | Bleed Like Me                   | -                      | -  | 47  |    |                            |    |    |   |
| 2007         | „Tell Me Where It Hurts“         | Absolute Garbage                | 15                     | 52 | -   |    |                            |    |    |   |
| 2012         | „Blood for Poppies“              | Not Your Kind of People         | ?                      | ?  | ?   |    |                            |    |    |   |
| 2012         | „Battle in Me“                   | Not Your Kind of People         | ?                      | ?  | ?   |    |                            |    |    |   |
| 2012         | „Big Bright World“               | Not Your Kind of People         | ?                      | ?  | ?   |    |                            |    |    |   |
| 2012         | „Control“                        | Not Your Kind of People         | ?                      | ?  | ?   |    |                            |    |    |   |

Pozn. prodeje v USA se vztahují k žebříčku Billboard Hot 100